# (2006) Полонская
(2006) Полонская (лат. Polonskaya) — типичный астероид главного пояса, который был открыт 22 сентября 1973 года советским астрономом Николаем Черных в Крымской обсерватории и был назван в честь советско-польского астронома Елены Ивановны Полонской.

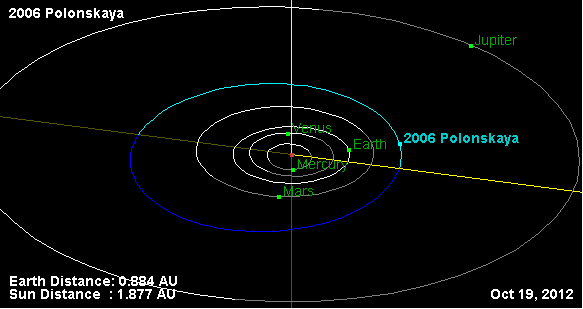
Орбита астероида Полонская и его положение в Солнечной системе

В 2005 году было объявлено, что по результатам изучения кривых блеска данный астероид вполне вероятно может иметь спутник, диаметр которого оценивается в 3 км. Однако подтверждения результатов этих исследований до сих пор получено не было.